# Luís Correia
Luís Correia is een gemeente in de Braziliaanse deelstaat Piauí. De gemeente telt 27.148 inwoners (schatting 2009).

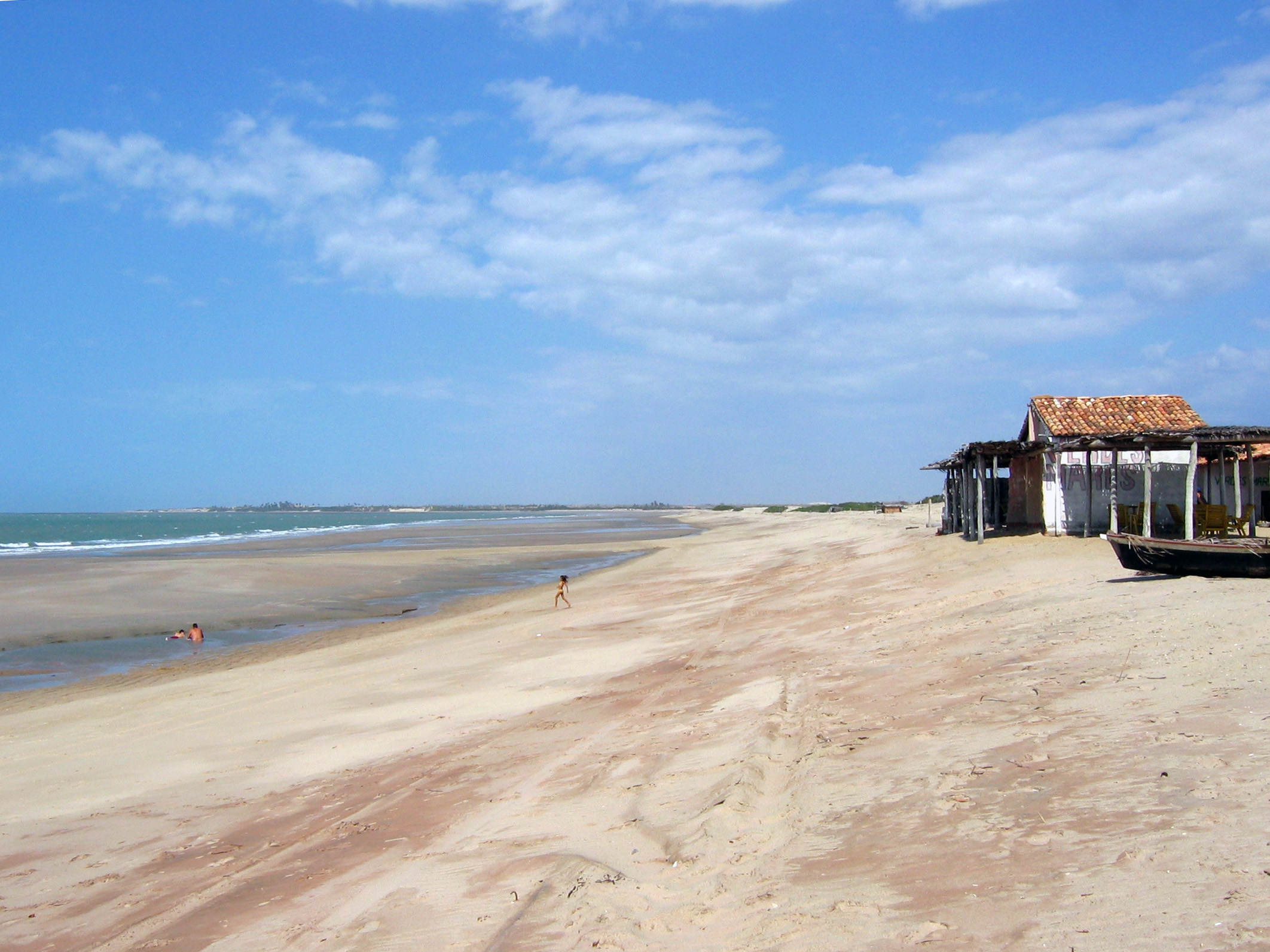
Arrombadastrand bij Luís Correia